# هنريكو سيرينو
هنريكو سيرينو (بالبرتغالية: Henrique Sereno Fonseca‏) (18 مايو 1985 - ) هو لاعب كرة قدم برتغالي، يلعب كمدافع.

## مسيرته الكروية
لعب هنريكو سيرينو خلال مسيرته الاحترافية مع 11 ناديًا في ستة عشر موسمًا وسجل خلالها 9 أهداف ضمن 230 مباراة. حيث فاز في موسم واحد بالكأس وفي ثلاثة مواسم بالدوري.
خاض هنريكو سيرينو مسيرته مع O Elvas C.A.D. ‏ في موسم 2004–05 لمدة موسم واحد، مشاركًا في 25 مباراة سجل خلالها هدفًا واحدًا. ثم انتقل إلى نادي فاماليساو في موسم 2005–06 لمدة موسم واحد، حيث شارك في 23 مباراة ولم يسجل أي هدف. لينتقل بعدها إلى نادي فيتوريا دي غيماريش في موسم 2006–07 ليلعب معه أربعة مواسم، مشاركًا في 54 مباراة سجل خلالها هدفين. ثم انتقل إلى نادي ريال بلد الوليد في موسم 2009–10 في المرة الأولى لمدة موسم واحد ثم في موسم 2012–13 لمدة موسم واحد، مشاركًا طوالها في 32 مباراة سجل خلالها هدفًا واحدًا. هذا وانتقل لاحقًا إلى نادي بورتو في موسم 2010–11 لمدة موسم واحد، مشاركًا في 7 مباريات ولم يسجل أي هدف. ثم انتقل بعدها إلى نادي كولن في موسم 2011–12 لمدة موسم واحد، مشاركًا في 25 مباراة ولم يسجل أي هدف أيضًا. ليعود وينتقل من جديد، لكن هذه المرة إلى نادي كايسري سبور في موسم 2013–14 ولمدة موسمين، مشاركًا في 41 مباراة سجل خلالها 4 أهداف. لينتقل بعدها إلى 1. FSV Mainz 05 II ‏ في موسم 2015–16 لمدة موسم واحد، لم يشارك في أي مباراة ولم يسجل أي هدف. ثم لعب في نادي أتلتيكو كلكتا ما بين عامي 2016 و2017 لمدة موسم واحد، مشاركًا في 7 مباريات ولم يسجل أي هدف أيضًا. ليعود ويرتحل عنه إلى نادي ألميريا في موسم 2016–17 لمدة موسم واحد، مشاركًا في مباراة ولم يسجل أي هدف أيضًا. ثم انتقل إلى نادي تشينايين في موسم 2017–18 لمدة موسم واحد، مشاركًا في 15 مباراة سجل خلالها هدفًا واحدًا.

## وصلات خارجية
هنريكو سيرينو على موقع اتحاد تركيا (لاعب) (الإنجليزية)
- هنريكو سيرينو على موقع قاعدة بيانات كرة القدم.إي يو (الإنجليزية)
- هنريكو سيرينو على موقع ناشيونال فوتبول تيمز (الإنجليزية)
- هنريكو سيرينو على موقع Soccerway.com (الإنجليزية)
- هنريكو سيرينو على موقع عالم كرة القدم.نت (الإنجليزية)
- هنريكو سيرينو على موقع AS.com (الإسبانية)